# Nothomydas namaquensis
Nothomydas namaquensis är en tvåvingeart som beskrevs av Hesse 1972. Nothomydas namaquensis ingår i släktet Nothomydas och familjen Mydidae. Inga underarter finns listade i Catalogue of Life.